# HD 164509
HD 164509 – gwiazda ciągu głównego z gwiazdozbioru Wężownika. Jest to bogata w metale gwiazda o typie widmowym G5V, nieco większa i gorętsza od Słońca.

## Charakterystyka
HD 164509 jest młodą gwiazdą podobną do Słońca, jej masa wynosi około 1,13 M☉, natomiast promień wynosi około 1,06 R☉. Wokół gwiazdy krąży jedna odkryta planeta HD 164509 b, która jest gazowym olbrzymem o masie około 0,48 MJ. Pomiary dopplerowskie, które doprowadziły do odkrycia układu składającego się z jednej planety wykonano przy pomocy spektometru HIRES (High Resolution Echelle Spectrometer) w Obserwatorium Keck. Temperatura powierzchni gwiazdy wynosi około 5922 K (5648,85 °C), natomiast jasność gwiazdy wynosi 1,15 ± 0,13 L☉.

Planeta HD 164509 b orbitująca wokół gwiazdy: